# Anibare
Anibare és un districte de Nauru (república insular d'Oceania situada a la part meridional de l'oceà Pacífic).
Està ubicat a l'est de l'illa, amb una superfície de 3,1 km² i una població de 250 habitants.